# 工藤真由美
工藤 真由美（くどう まゆみ、1949年〈昭和24年〉 - ）は、日本の言語学者。専門は、日本語学、言語接触論。学位は、文学博士（大阪大学・1999年）（学位論文「アスペクト・テンス体系とテクスト」）。大阪大学名誉教授。特任教授。

## 人物
愛媛県宇和島市生まれ。1972年津田塾大学学芸学部英文学科卒業　1979年東京大学大学院人文科学研究科博士後期課程単位取得退学。
横浜国立大学教育学部講師、同助教授を経て、1998年より大阪大学大学院文学研究科教授。1999年「アスペクト・テンス体系とテクスト」で大阪大学より文学博士の学位を取得。2015年定年退任。現代日本語の記述文法において幅広い研究分野を有する。言語学研究会メンバーではないが、奥田靖雄論文に関する講演などを行っている。日本学術会議会員。2014年『現代日本語ムード・テンス・アスペクト論』で新村出賞受賞。

## 著書
- 『アスペクト・テンス体系とテクスト―現代日本語の時間の表現』ひつじ書房 1995年
- 『児童生徒に対する日本語教育のための基本語彙調査』ひつじ書房 1999年
- 『日本語のアスペクト・テンス・ムード体系―標準語研究を超えて―』ひつじ書房 2004年
- 『現代日本語ムード・テンス・アスペクト論』ひつじ書房 2014
- 『文と時間　現代日本語のテンポラリティーとタクシス』ひつじ書房 2025

### 共編著
- 『にほんごだいすき』全7巻　鈴木重幸共編 むぎ書房 1995-2009
- 『日本語の文法　時・否定と取り立て』金水敏，沼田善子共著 岩波書店 2000
- 『シリーズ方言学　方言の文法』佐々木冠，渋谷勝己，井上優，日高水穂共著　岩波書店 2006年
- 『日本語形容詞の文法 標準語研究を超えて』編 ひつじ書房 2007
- 『複数の日本語 方言からはじめる言語学』八亀裕美共著 講談社選書メチエ 2008
- 『ブラジル日系・沖縄系移民社会における言語接触』森幸一，山東功，李吉鎔，中東靖恵共著 ひつじ書房 2009
- 『日系移民社会における言語接触のダイナミズム :ブラジル・ボリビアの子供移民と沖縄系移民』森幸一共編. 大阪大学出版会, 2015